# Agrotis robusta
Agrotis robusta là một loài bướm đêm trong họ Noctuidae.